# Polány
Polány (németül: Polern) község Somogy vármegyében, a Kaposvári járásban.

## Fekvése
Kaposvár és a Balaton között megközelítőleg félúton fekszik, Kaposvárhoz kissé közelebb. Zsáktelepülésnek tekinthető, közúton csak a 67-es főútból (illetve annak régi nyomvonalából, a mai 6714-es útból) Mernyeszentmiklós központjában nyugat felé kiágazó 67 106-os számú mellékúton érhető el.

## Története
Polány valószínűleg már az Árpád-korban egyházas hely volt. Szent Mártonnak szentelt templomát 1338-ban említik először. A török időkben a templom és a falu is elpusztult. A 18. században a faluba evangélikus németeket telepítettek. Napjainkban a lakosság többsége már katolikus. A 19. században a Schey család bérelt birtokot, amelynek irányítását Schey Mózes, később fia Schey Fülöp is vezette.

## Közélete

### Polgármesterei
- 1990–1994: Csepregi István (független)[3]
- 1994–1998: Csepregi István (független)[4]
- 1998–2002: Stéger János (független)[5]
- 2002–2006: Stéger János (független)[6]
- 2006–2010: Ellenberger Tamás (független)[7]
- 2010–2014: Ellenberger Tamás (Fidesz-KDNP)[8]
- 2014–2019: Ellenberger Tamás (Fidesz-KDNP)[9]
- 2019–2024: Ellenberger Tamás (Fidesz-KDNP)[10]
- 2024– : Ellenberger Tamás (Fidesz-KDNP)[1]

## Népesség
A település népességének változása:
| Lakosok száma | 227  | 227  | 239  | 199  | 220  | 218  | 214  |
|               | 2013 | 2014 | 2015 | 2021 | 2022 | 2023 | 2024 |

A 2011-es népszámlálás során a lakosok 74,9%-a magyarnak, 5,3% németnek mondta magát (23,3% nem nyilatkozott; a kettős identitások miatt a végösszeg nagyobb lehet 100%-nál). A vallási megoszlás a következő volt: római katolikus 40,5%, református 2,6%, evangélikus 14,1%, felekezet nélküli 15% (26,9% nem nyilatkozott).
2022-ben a lakosság 76,4%-a vallotta magát magyarnak, 6,8% németnek, 0,5% cigánynak, 3,2% egyéb, nem hazai nemzetiségűnek (18,6% nem nyilatkozott; a kettős identitások miatt a végösszeg nagyobb lehet 100%-nál). Vallásuk szerint 26,4% volt római katolikus, 5,5% evangélikus, 3,2% református, 3,2% egyéb katolikus, 19,1% felekezeten kívüli (42,7% nem válaszolt).

## Nevezetességei
- Evangélikus templom
- Szent Márton iskolakápolna. Oltárképét Pogány Lajos (1873 - ?) festette.
- Királyberki horgásztó

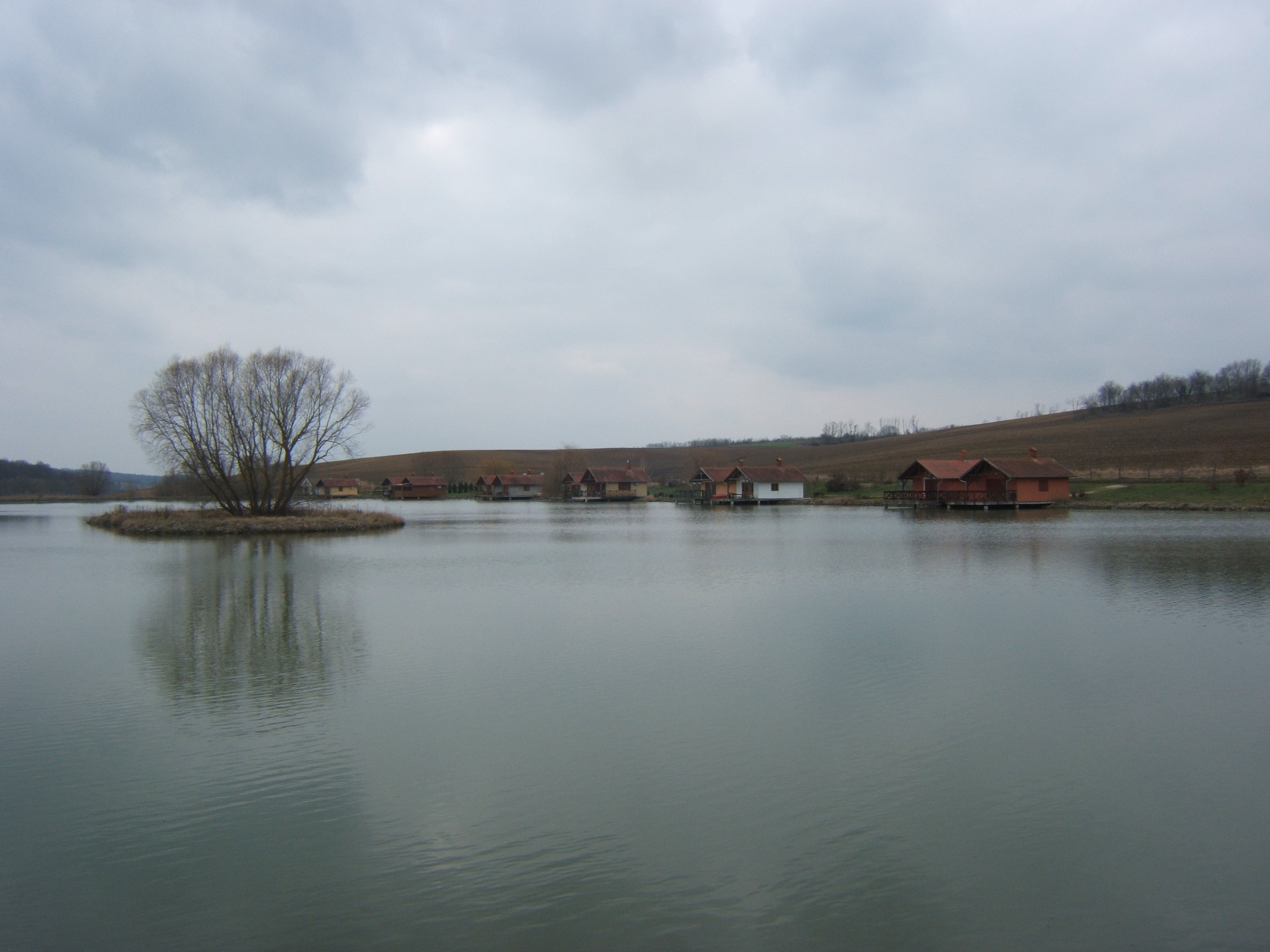
A horgásztó